# 야스민 슈비어스
야스민 슈비어스(Jasmin Schwiers, 1982년 8월 11일 ~ )는 독일의 배우이다.

## 출연 작품
- 디 베존더레 페이히카이텐 데스 헤른 말러 (2017)
- 맨 케이브 (2014)
- 리틀 머더스 (2012)